# 欣斯代爾 (新罕布夏州)
欣斯代爾（英語：Hinsdale）為美国新罕布什尔州赤夏縣的一座鎮。根據2010年美國人口普查，此城鎮人口有4,046人。皮斯加州立公園有一部分坐落於欣斯代爾東北部，而旺塔斯蒂凱山國家森林（Wantastiquet Mountain State Forest）也有部分坐落於此城鎮西北部。
欣斯代爾普查规定居民点為此城鎮之首府，坐落在63號新罕布什爾州州道和119號新罕布什爾州州道交叉口。2010年美國人口普查時人口有1,548人。

## 歷史
欣斯代爾成立於1753年，坐落於新罕布什爾州西南角。此城鎮以埃比尼澤·欣斯代爾（Ebenezer Hinsdale）上校為名。埃比尼澤·欣斯代爾為马萨诸塞州迪尔菲尔德一個知名家族的成員，其母親在1704年於迪爾菲爾德大屠殺中被俘虜。欣斯代爾自哈佛學院畢業後被任命為康乃狄克河谷（Connecticut River Valley）的傳教士，並向當地的印地安人傳教。之後在康乃狄克河一座重要的貿易站杜姆默堡擔任牧師，後來在軍隊中擔任軍官。1742年，欣斯代爾自費成立欣斯代爾堡（Fort Hinsdale），其中包含了貿易站和麵粉廠。
欣斯代爾坐落在康乃狄克河畔，經由橋梁可通往佛蒙特州布拉特爾伯勒。境內雖有良田，但一直以來為座產業重鎮，尤其是造紙業最為興盛。1875年，喬治·A·隆（George A. Long）在境內的一家機械工場建造了自走式蒸汽車——隆氏蒸汽三輪車，因此他獲得了機動車专利，而該專利也是美國最早的機動車专利之一。此鎮的郵政局在1816年設立於主街（Main Street），為美國最古老且仍在運作的郵政局。2016年，欣斯代爾的居民歡慶此鎮郵政局成立200週年。
欣斯代爾格雷伊獵犬公園曾在1959年至2008年間設立於欣斯代爾境內。

## 地理
| 调查年                | 人口  | 备注  | %±     |
| --------------------- | ----- | ----- | ------ |
| 1790                  | 522   |       | —      |
| 1800                  | 634   |       | 21.5%  |
| 1810                  | 740   |       | 16.7%  |
| 1820                  | 890   |       | 20.3%  |
| 1830                  | 937   |       | 5.3%   |
| 1840                  | 1,141 |       | 21.8%  |
| 1850                  | 1,963 |       | 72.0%  |
| 1860                  | 1,312 |       | −33.2% |
| 1870                  | 1,342 |       | 2.3%   |
| 1880                  | 1,868 |       | 39.2%  |
| 1890                  | 2,258 |       | 20.9%  |
| 1900                  | 1,933 |       | −14.4% |
| 1910                  | 1,673 |       | −13.5% |
| 1920                  | 1,773 |       | 6.0%   |
| 1930                  | 1,757 |       | −0.9%  |
| 1940                  | 1,762 |       | 0.3%   |
| 1950                  | 1,950 |       | 10.7%  |
| 1960                  | 2,187 |       | 12.2%  |
| 1970                  | 3,276 |       | 49.8%  |
| 1980                  | 3,631 |       | 10.8%  |
| 1990                  | 3,936 |       | 8.4%   |
| 2000                  | 4,082 |       | 3.7%   |
| 2010                  | 4,046 |       | −0.9%  |
| 2015年估计            | 3,903 | [ 8 ] | −3.5%  |
| U.S. Decennial Census |       |       |        |

根據美国人口调查局的資料，此城鎮總面積22.7平方英里（58.79平方），其中20.6平方英里（53.35平方）為陸地，2.2平方英里（5.70平方）或9.46%為水域。欣斯代爾鎮中心（欣斯代爾普查规定居民点）總面積2.5平方英里（6.5平方），其中2.4平方英里（6.2平方）為陸地，0.1平方英里（0.26平方）或2.40%為水域。
此鎮最高點為坐落在欣斯代爾北邊的旺塔斯蒂凱山（Wantastiquet Mountain），其海拔高度1,378英尺（420），從山向西俯瞰可見康乃狄克河以及佛蒙特州布拉特爾伯勒。全鎮位於康乃狄克河流域境內，其中此鎮西北部流域排入康涅狄格河，而東南部流域則排入康涅狄格河主要支流亞士維拉河。
藉由63號新罕布什爾州州道和119號新罕布什爾州州道可抵達欣斯代爾。

## 人口統計
根據2010年人口普查，此城鎮人口有4,046人，戶數1,827戶。其居民有3,903人為白人，22人為非裔美國人，22人為亞裔美國人，10人為美洲原住民，11人為太平洋島裔美國人，14人為其他種族，64人為混血種族。而西班牙裔或拉丁裔美國人有56人。
此城鎮內年齡未滿18歲之居民有856人；年齡介於20歲至24歲之間者有229人；年齡介於25歲至34歲之間者有413人；年齡介於35歲至49歲之間者有906人；年齡介於50歲至64歲之間者有951人；年齡超過65歲者有584人。此城鎮的居民有49.95%為男性，50.05%為女性。

### 鎮中心
根據2010年人口普查，鎮中心的人口有1,548人，戶數733戶。其居民有1,509人為白人，8人為非裔美國人，5人為亞裔美國人，1人為美洲原住民，3人為太平洋島裔美國人，12人為其他種族，10人為混血種族。而西班牙裔或拉丁裔美國人有19人。
鎮中心內年齡未滿18歲之居民有353人；年齡介於20歲至24歲之間者有93人；年齡介於25歲至34歲之間者有165人；年齡介於35歲至49歲之間者有333人；年齡介於50歲至64歲之間者有331人；年齡超過65歲者有235人。鎮中心內的居民有48.2%為男性，51.8%為女性。

## 圖片

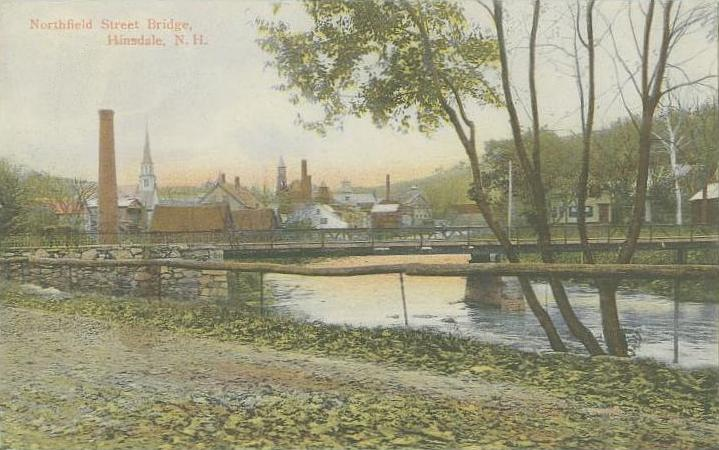
欣斯代爾（1908年）
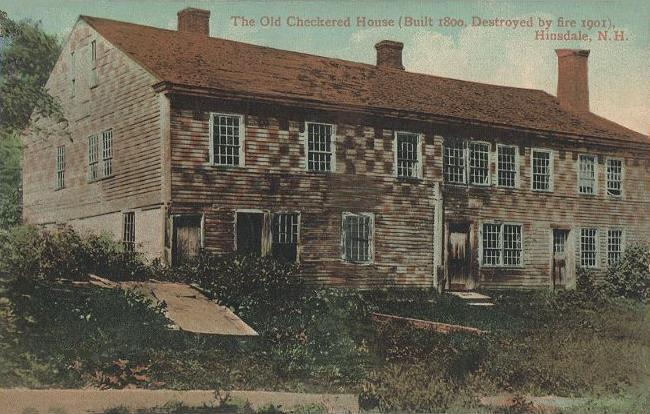
方格屋（約1900年）
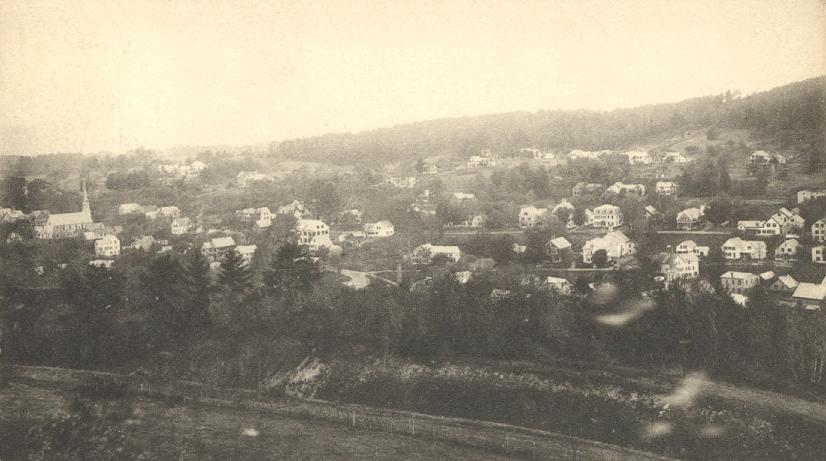
鳥瞰欣斯代爾（1906年）
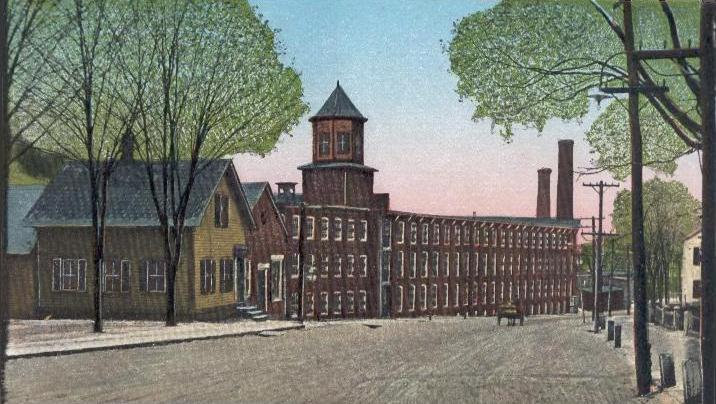
海爾與佛洛斯特輾磨廠（Haile & Frost Mill，1907年）

## 知名人物

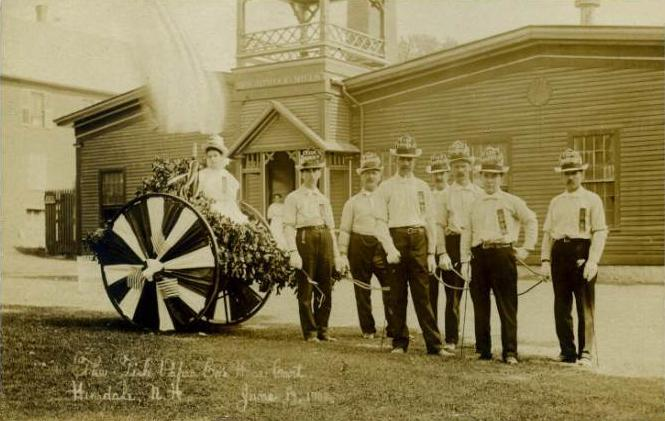
1908年位於布萊特伍德輾磨廠（Brightwood Mills）之情景

- 以利沙·安德魯斯（英语：Elisha Andrews）：經濟學家、教育家
- 威廉·巴布科克（英语：William Babcock (politician)）：美國眾議員
- 查爾斯·安德森·達納（英语：Charles Anderson Dana）：記者、作家、政府官員
- 雅各布·埃斯泰（英语：Jacob Estey）：Estey Organ製造商
- 丹·菲茨帕特里克（英语：Dan Fitzpatrick）：作家
- 威廉·海爾（英语：William Haile）：商人、製造商、第26任新罕布什爾州州長（英语：List of Governors of New Hampshire）
- 亨利·胡克（英语：Henry Hooker）：亞利桑那州先驅移民
- 羅伯特·梅里爾·李（英语：Robert Merrill Lee）：歐洲盟軍最高司令
- 安娜·馬什（英语：Anna Marsh）：佛蒙特精神病院（Vermont Asylum for the Insane）創辦人

## 外部連結
- Town of Hinsdale official website （页面存档备份，存于）
- Hinsdale Public Library （页面存档备份，存于）
- New Hampshire Economic and Labor Market Information Bureau Profile （页面存档备份，存于）
- Pisgah Mountain Trailriders Snowmobile Club （页面存档备份，存于）
- Pisgah State Park